# Univerza v Bologni
Univerza v Bologni, uradno Alma Mater Studiorum - Università di Bologna, je po raznih virih najstarejša univerza v Evropi. 
Ustanova, imenovana Studium, naj bi nastala v mestu Bologna leta 1088 po zaslugi srednjeveškega pravnika Irnerija, ki je hotel na ta način razširiti preučevanje Justinianovih tekstov, katere so izobraženci tedaj ponovno odkrivali po oskurantizmu zgodnjega srednjega veka. Irnerij naj bi prebiral svojim učencem Justinianove tekste, da so jih prepisali, preučili in opremili z opombami imenovanimi glose. Zbirke teh tekstov in glos so se naglo razširile po vsej Evropi, ko so se učenci vračali domov po preteku bolonjskih študijev. Leta 1158 je Friderik Barbarossa izdal Constitutio Habita, s katero je zaščitil univerzo kot neodvisno središče za študij in raziskovanje. 
Univerza je dobila prvi uradni statut leta 1317. Originalna ureditev univerze, ki je od ustanovitve dalje obravnavala samo pravo, je tedaj predvidela še odseke za logiko, astronomijo, medicino, filozofijo, aritmetiko, retoriko, gramatiko, pozneje še za teologijo, grščino in hebrejščino. V 16. stoletju se se začele poučevati naravne skrivnosti, ki bi jih danes lahko razumeli kot metafizično ekperimentacijo in ki so obravnavale vse, kar je bilo neznano in nerazumljivo, v prepričanju, da se vse da odkriti s študijem: bile so bile podlaga za poznejše ustvarjanje metodologij in pravil moderne fizike, predvsem pa za odločno razlikovanje med teologijo in naravoslovjem.
V naslednjih stoletjih se je ustanova vedno bolj širila, bodisi z ozirom na število obiskovalcev, kot tudi glede na vedno nove fakultete. Visoke osebnosti in papeži so si šteli v čast, da so jo gmotno podpirali. Ob koncu dvajsetega stoletja je univerza ustanovila podružnice, danes po zakonu imenovane campus, v Ravenni, Ceseni, Forlìju in celo v Buenos Airesu.
Leta 2010 so bile italijanske univerze reorganizirane. Tako sestoji danes bolonjska univerza iz 33 šolskih odsekov (dipartimenti) in 11 visokih šol, ki skupno odgovarjajo vsem prejšnjim fakultetam. Razen teh je več meddisciplinarnih skupin in kolegijev. V sklopu univerze deluje tudi sistem muzejev in bogata digitalna knjižnica prosto dostopnih publikacij.